# 그리핀 (조지아주)

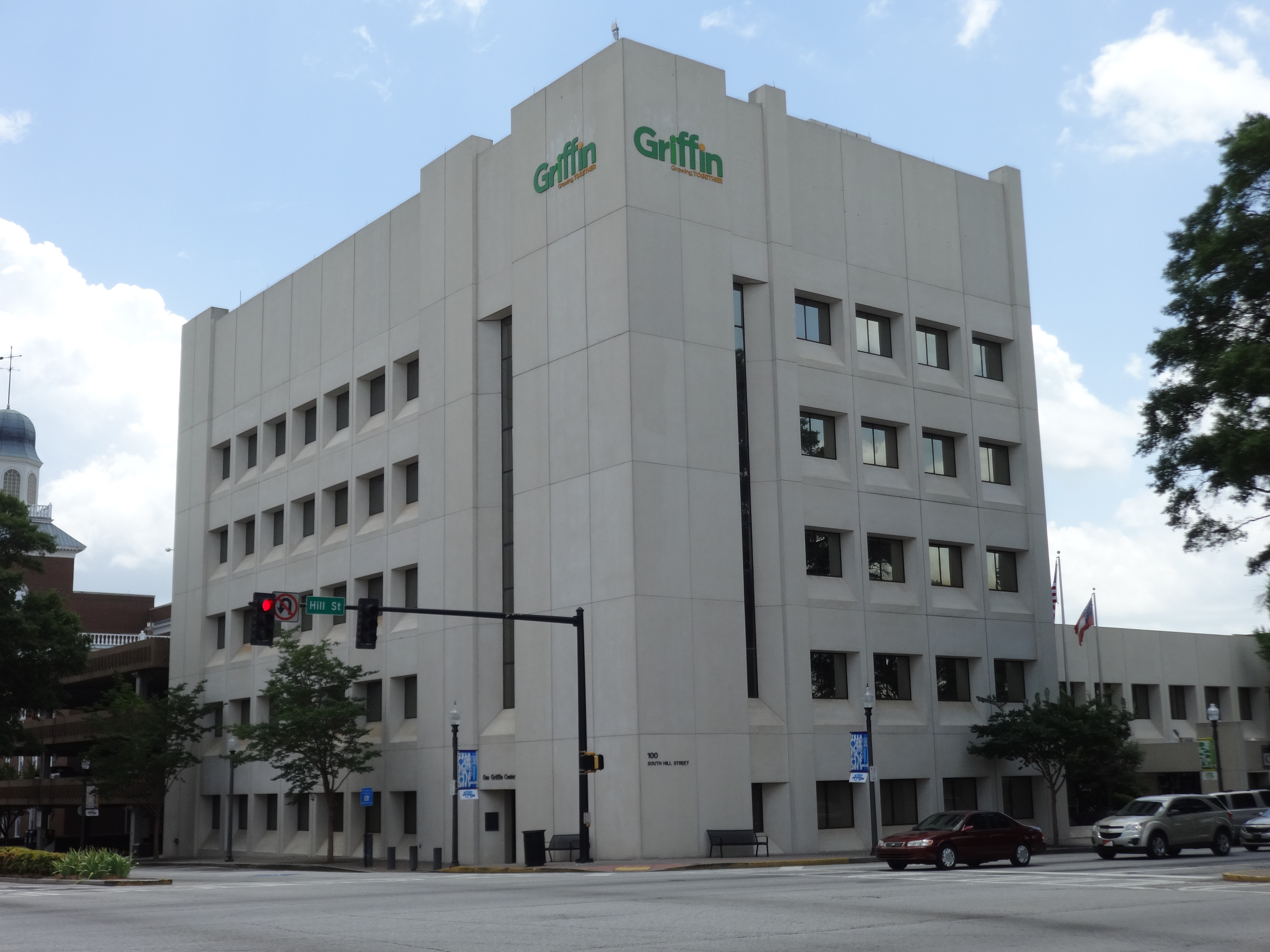

그리핀(Griffin)은 미국 스폴딩군의 도시이자 군청 소재지이다. 애틀랜타 도심지의 일부이다. 2020년 미국 인구 조사 기준으로 이 도시의 인구 수는 23,478명이다.
1840년 설립되었으며 지주였던 콜 루이스 로렌스 그리핀의 이름에서 명명되었다.

## 인구
| 인구조사              | 인구   | Note | %±    |
| --------------------- | ------ | ---- | ----- |
| 1850년                | 2,320  |      | —     |
| 1860년                | 2,855  |      | 23.1% |
| 1870년                | 3,421  |      | 19.8% |
| 1880년                | 3,620  |      | 5.8%  |
| 1890년                | 4,503  |      | 24.4% |
| 1900년                | 6,857  |      | 52.3% |
| 1910년                | 7,478  |      | 9.1%  |
| 1920년                | 8,240  |      | 10.2% |
| 1930년                | 10,321 |      | 25.3% |
| 1940년                | 13,222 |      | 28.1% |
| 1950년                | 13,982 |      | 5.7%  |
| 1960년                | 21,735 |      | 55.4% |
| 1970년                | 22,734 |      | 4.6%  |
| 1980년                | 20,728 |      | −8.8% |
| 1990년                | 21,347 |      | 3.0%  |
| 2000년                | 23,451 |      | 9.9%  |
| 2010년                | 23,643 |      | 0.8%  |
| 2020년                | 23,478 |      | −0.7% |
| U.S. Decennial Census |        |      |       |

## 저명한 출신
- 에드워드 앤드루스: 영화 및 텔레비전 배우
- 스티븐 J. 타운센드: 미국의 장군
- 와이오미아 타이어스: 올림픽 금메달리스트